# Arktický den
Za arktický den je v meteorologické terminologii považován den, kdy maximální denní teplota nepřesáhne −10 °C. V České republice se jejich roční počet pohybuje od 0,3 v centru Prahy až po 7,8 na horách severovýchodní Moravy a Slezska. Arktické dny se nejčastěji vyskytují v lednu a únoru, vzácněji v prosinci. Na horách se mohou objevit i v listopadu a březnu. V některých oblastech se mohou vyskytovat i častěji. Na některých místech Země se mohou vyskytovat i celoročně.